# Vladimir Voïevodski
Pour les articles homonymes, voir Voïevodski.
Vladimir Aleksandrovitch Voïevodski (en russe : Владимир Александрович Воеводский), souvent orthographié Voevodsky suivant la transcription américaine, né le 4 juin 1966 à Moscou et mort à Princeton le 30 septembre 2017, est un mathématicien russe connu pour avoir formulé la cohomologie motivique, démontré les conjectures de Milnor et de Bloch-Kato, créé les fondations univalentes et la théorie homotopique des types.
Il a obtenu la médaille Fields en 2002.

## Biographie
Le père de Vladimir Voevodsky, Aleksander Voevodsky, était chef du Laboratoire des leptons de haute énergie à l'Institut de recherche nucléaire de l'Académie des sciences de Russie. Sa mère était chimiste. Voevodsky étudie à l'université d'État de Moscou mais en est renvoyé sans diplôme pour avoir refusé de suivre certains cours et avoir échoué aux examens. Il reçoit son doctorat en mathématiques de l'université Harvard en 1992 après avoir été recommandé sans jamais postuler après plusieurs publications réalisées de façon indépendante. David Kazhdan est son directeur de thèse.
Alors qu'il est étudiant en première année à Moscou, il reçoit un exemplaire de l'Esquisse d'un programme (présenté quelques mois plus tôt par Alexandre Grothendieck au CNRS) par son tuteur George Shabat. Il apprend en partie la langue française « dans le seul but de pouvoir lire ce texte » et commence sa recherche sur certains des thèmes mentionnés dans ce livre.
Vladimir Voïevodski est connu pour avoir développé la notion d'homotopie pour les variétés algébriques et pour avoir formulé la cohomologie motivique, permettant de démontrer de nombreuses conjectures dont, en 1996, la célèbre conjecture de Milnor, ce qui lui a valu une médaille Fields en 2002.
Il devient alors professeur à l'Institute for Advanced Study de Princeton, dans le New Jersey.
En 2009, il démontre la conjecture de Bloch-Kato.
Le 30 septembre 2017, il meurt à 51 ans d'une rupture d'anévrisme. Il laisse derrière lui ses deux filles, Diana Yasmine Voevodsky et Natalia Dalia Shalaby.